# Argyrolepidia comma
Argyrolepidia comma là một loài bướm đêm trong họ Noctuidae.